# Erzsi Somló
Erzsi Somló (1877 Nagykanizsa – 1968 Buenos Aires) byla maďarská spisovatelka, básnířka a překladatelka.

## Život
Erzsi byla provdaná za chemika Károla Somló, který překládal maďarské verše do němčiny, mj. básně Mihálye Szabolesky.
Její básně a povídky vycházely v Budapešti v novinách Hírlap, Orszá-Világ, Új Idők, Szegedi Napló, Szabadság a Jövendő. Udržovala kontakt s Józsefem Kissem a Endre Adym; když v roce 1909 organizovala matiné ve Városi Vigado v západním Temešváru, hostila spisovatele, kteří přišli do města.
Po první světové válce její spisy vycházely především v Temesvár Hírlap a Temeswarer Zeitung. Překládala díla ze španělštiny, francouzštiny a němčiny do maďarštiny. Jako členka Společnosti Arany János v Temesváru přednesla několik přednášek.
Její próza, protkaná krátkými básněmi, vyšla v Budapešti v roce 1905 pod názvem A szív meséiből [Příběhy srdce].

## Dílo

### Próza
- A szív meséiből – Budapest: 1905

### V češtině
- Cigánská čest – ze sbírky A szív meséiből přeložil Karel Šarlih; in: 1000 nejkrásnějších novel... č. 57. Praha: J. R. Vilímek, 1913